# Trafikarbete
Trafikarbete betecknar den totala omfattningen av trafik inom ett visst område och under en viss tid. Det avser förflyttningar av själva fordonen. Storheten trafikarbete används vid analyser av transporter och infrastruktur. 
Trafikarbetet anges i enheten fordonskilometer och utgör antalet fordon multiplicerat med den sträcka i kilometer varje fordon förflyttas.
Trafikarbete förväxlas ofta med transportarbete.